# Appears
Appears è un brano musicale della cantante giapponese Ayumi Hamasaki, pubblicato come suo undicesimo singolo il 10 novembre 1999. Il brano è il sesto estratto dall'album Loveppears ed è arrivato alla prima posizione della classifica Oricon dei singoli più venduti in Giappone vendendo un totale di 282 170 copie.

## Tracce
CD singolo asiatico
Testi e musiche di Ayumi Hamasaki, Kikuchi Kazuhito e HΛL.
1. Appears ('99 Greeting Mix)
2. Appears (Scud Filter Mix)
3. Appears (Dub's Eurotech Remix)
4. Whatever (Ferry 'System F' Corsten dub mix)
5. Appears (JP's SoundFactory Mix)
6. Appears (HAL's Mix)
7. Immature (D-Z Dual Lucifer Mix)
8. Whatever (Ferry 'System F'Corsten vocal extended mix)
9. Appears (Keith Litman's Mix of Truth)
10. Immature (JT Original CM Version)
11. Appears ('99 Greeting Mix Instrumental)
12. Immature (JT Original CM Version Instrumental)

Durata totale: 74:16
CD singolo europeo
1. Appears (Armin van Buuren's Rising Star Radio Edit)
2. Appears (Kyau vs. Albert Radio Edit)
3. Appears (Vince the Saint vs. Villa Radio Edit)
4. Appears (Armin van Buuren's Rising Star 12" Mix)
5. Appears (Kyau vs. Albert Dub Mix)
6. Appears (Vince the Saint vs. Villa Remix)

## Classifiche
| Classifica (1999)           | Posizione più alta |
| --------------------------- | ------------------ |
| Oricon Weekly Singles Chart | 1                  |